# Stara Synagoga w Kętrzynie
Stara Synagoga w Kętrzynie – zbudowana w 1853 roku przy ulicy Zjazdowej, w rzędzie kamienic z XIX–XX wieku. Gmina żydowska sprzedała synagogę baptystom w 1914 roku. W 1917 roku przebudowano budynek na kościół, który znajdował się tam do 1985 roku. Obecnie w budynku byłej synagogi znajduje się kościół Chrześcijan Wiary Ewangelicznej oraz fundacja charytatywna.